# V hrobech
V hrobech je přírodní památka na území hlavního města Prahy. Nachází se na území k.ú. Kamýk a je obklopeno třemi pražskými sídlišti: Lhotka, Libuš a Modřany. Oblast spravuje Agentura ochrany přírody a krajiny ČR.
Důvodem ochrany je pastvina se vzácnými teplomilnými druhy rostlin a živočichů. V historii zde byly udávané druhy jako lýkovec vonný – Daphne cneorum, růže keltská – Rosa gallica, vstavač kukačka – Orchis morio. V současné době se ochrana vztahuje především na koniklec luční český (Pulsatilla pratensis subsp. bohemica) a křivatec český (Gagea bohemica).
Hlavním problémem v území PP jsou problémy s expanzivními druhy, především s ovsíkem vyvýšeným (Arrhenatherum elatius). Uskutečněním plánu péče se předpokládá změna tohoto stavu. V případě rozvoje nežádoucích druhů bude nutné provést modifikaci managementu, která bude spočívat v intenzivnější péči (častější seč, delší pastva, atp.). Neméně důležitým problémem je také vysoká návštěvnost území, především návštěvníci s volně pobíhajícími psy. Ti se podílejí na zvýšené eutrofizaci území.

## Lokalita

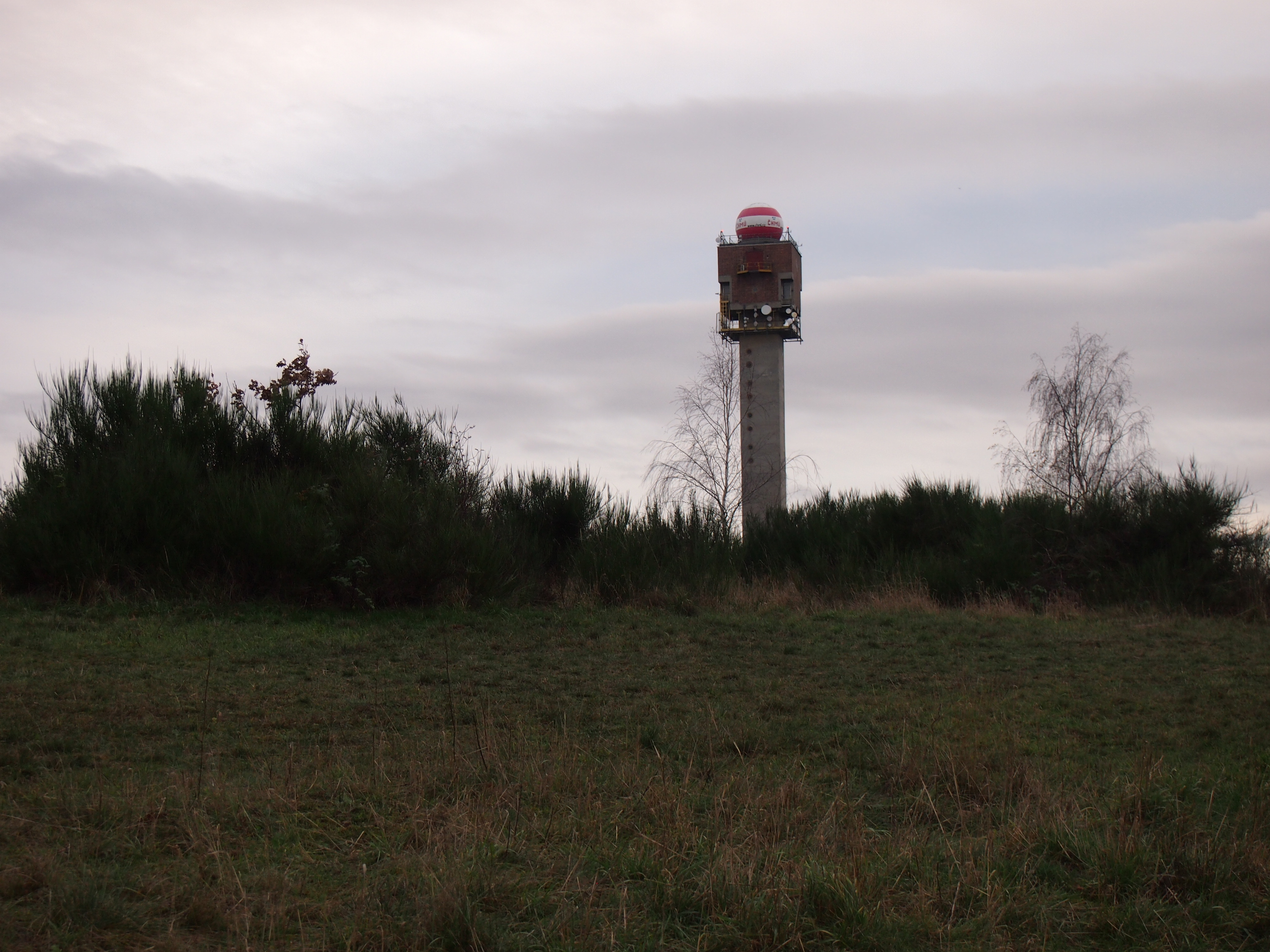
Výhled na hydrometeorologickou stanici, v popředí janovec metlatý

Přírodní památka V hrobech se nachází v městské části Kamýk v jižní části Prahy. Z jihovýchodně orientovaného svahu je možné zahlédnout budovy Českého hydrometeorologického ústavu, z druhé části je obklopena paneláky kamýckého sídliště. Údolí, do kterého se přírodní památka v severozápadní části svažuje, vytváří levostranný přítok Lhoteckého potoka.
Navazující lesopark Kamýk vytváří důležité refugium pro drobné živočichy.
Kolem PP vede smíšená cyklostezka, která prochází po hraně areálu softbalového klubu TJ Tempo. Východně můžete vidět zaniklou BMX dráhu a nedaleko v jižním cípu oploceného školního areálu se nachází památný strom (Dub letní V hrobech).
Přírodní památka má rozlohu přibližně 1,3 hektaru a nadmořská výška se zde pohybuje v rozmezí 282 – 276 m n. m.

## Historie
Přírodní památka V hrobech byla vyhlášena 1.9.1988 národním výborem hl. m. Prahy.
Plocha byla v minulosti aktivně využívána jako pastvina. Byla obklopena poli a loukami a téměř se dotýkala sousedního lesoparku Kamýk. Severozápadní okraj byl obtékán vodotečí, díky které zde existovaly porosty mokřadní vegetace s ohroženými druhy. Již v šedesátých letech 20. století byla lokalita dobře známá botanikům, ale i obyčejným „zahrádkářům“. Především právě kvůli těmto zahrádkářům - sběratelům zde v současnosti již není možné nalézt řadu chráněných druhů nebo jen ve velmi malých populacích.
Dříve zde žili a rozmnožovali se různí drobní savci (zajíci, králíci), hnízdilo zde mnoho ptáků (bažant, koroptev), ale vysoká návštěvnost území – především návštěvníci se psy znemožnili jejich existenci na tomto území. Okrajové partie PP byly v souvislosti s rostoucí panelovou zástavbou a zemními pracemi silně poškozeny a místy zcela zničeny.
Plány péče pro PP V hrobech jsou dva. První byl zpracován na období 2002-2011. V říjnu 2011 byl vydán plán péče, který je zpracován pro období 2012 až 2021.
Na lokalitě bylo provedeno několik vědeckých průzkumů:
- Floristický průzkum (1976–1980, 1993, 1998). Poslední inventarizační průzkum proběhl v roce 2007, při něm byl překvapivě nalezen trs kavylu Ivanova (Stipa pennata). Pro potřebu plánu péče byl v roce 2010 zpracován orientační botanický průzkum doplněný o nálezy z roku 2009.
- Průzkum motýlů v letech 1986-1987.[9]

## Přírodní poměry

### Geologie
PP V hrobech se rozkládá na geologickém podkladu živinami chudých spodnoordovických břidlic, pocházejících z prvohorní éry (zhruba před 550 miliony lety).
Z typů půd zde převažují mělké rankery, zčásti kambické.

### Flóra

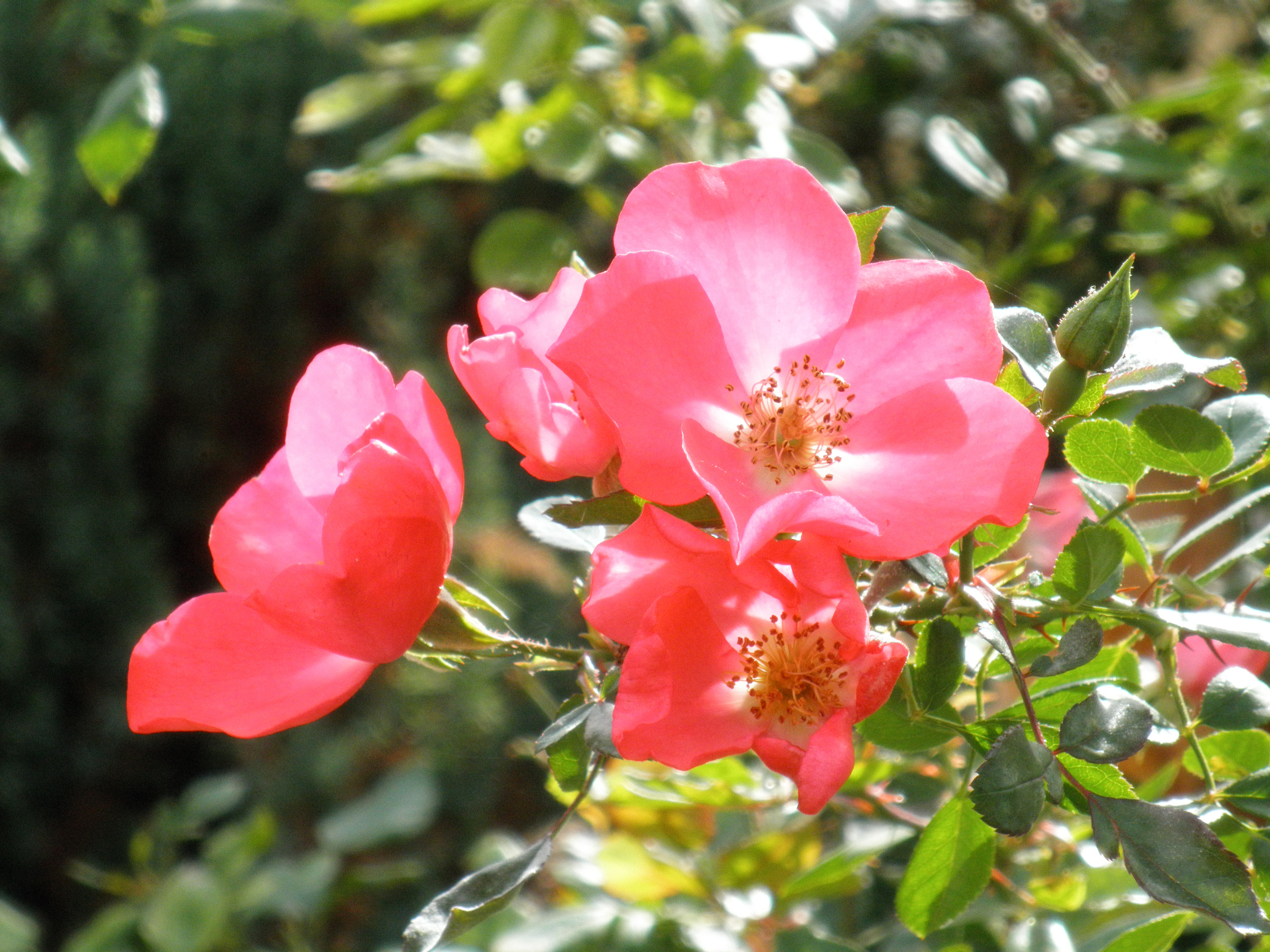
Růže galská

Přírodní památka hostí řadu vzácných druhů, ať už ty, které zde byly udávané v minulosti (lýkovec vonný – Daphne cneorum), růže keltská – Rosa gallica, vstavač kukačka – Orchis morio) nebo ty, které jsou zde stále ještě potvrzovány a jsou hlavní pozorností ochrany PP (koniklec luční český – Pulsatilla pratensis subsp. bohemica, křivatec český – Gagea bohemica, trávnička obecná – Armeria vulgaris, úložník klasnatý – Pseudolysimachion spicatum).

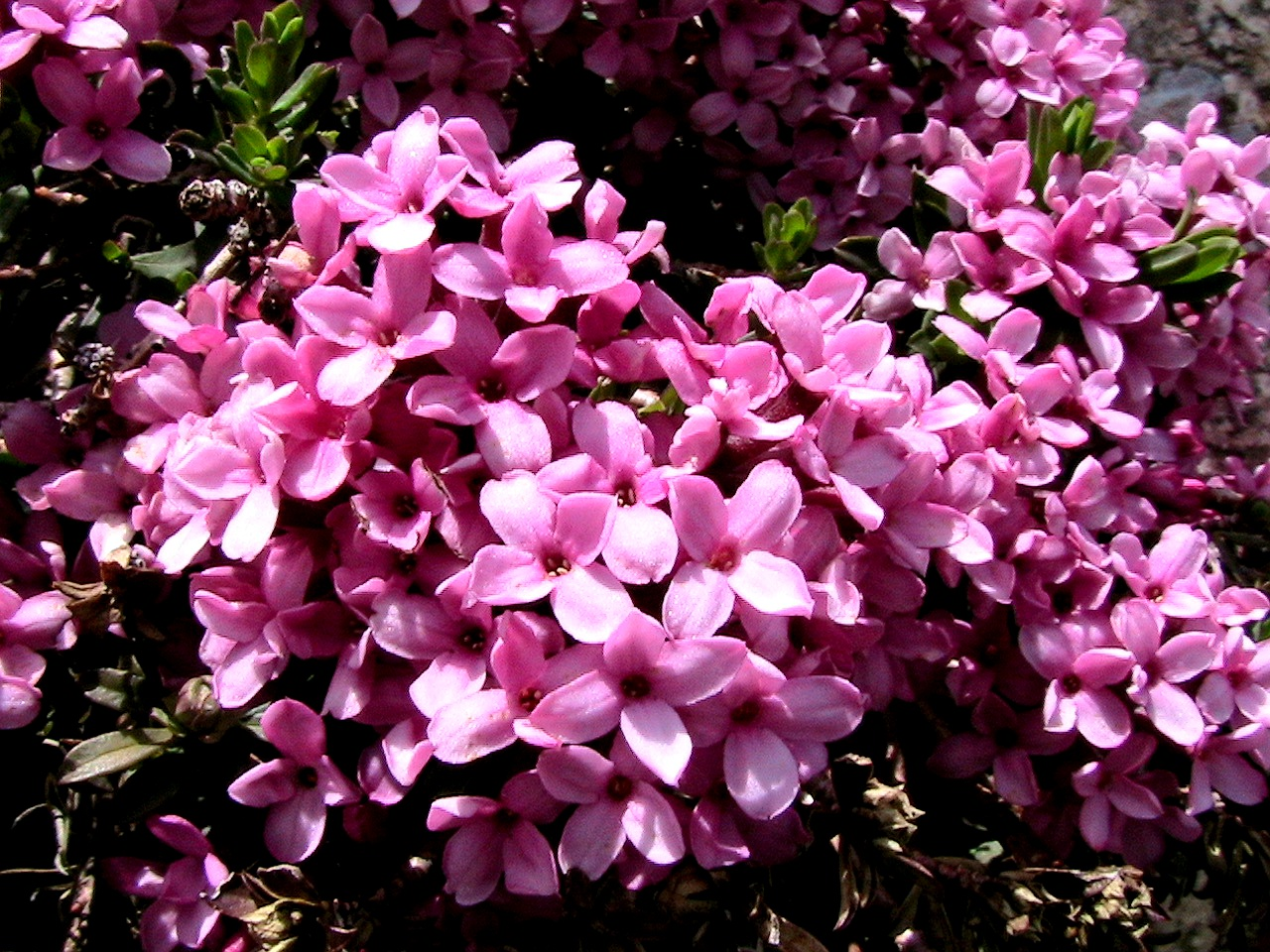
Kriticky ohrožený lýkovec vonný

Území můžeme z hlediska flóry rozdělit na 4 typy ploch, z nichž každá má své specifické druhové zastoupení.
Plocha č. 1 – návrší tvořené suchými trávníky v nejjižnější části PP zahrnující i část ochranného pásma
Pravděpodobně nejcennější část PP – mírné návrší na primitivních půdách výchozů horninového podkladu, se suchými trávníky společenstva Koelerio-Phleion phleoidis(Acidofilní suché trávníky). Vyskytuje se zde většina vzácných druhů  – křivatec český (Gagea bohemica), koniklec luční český (Pulsatilla pratensis subsp. bohemica), rozrazil klasnatý (Pseudolysimachion spicatum), jetel alpínský (Trifolium alpestre), mochna písečná (Potentilla arenaria) a mnoho dalších. K této ploše také patří malé vřesoviště (svaz Calluno-Genistion) s devaterníkem velkokvětým tmavým (Helianthemum grandiflorum subsp. obscurum), třezalkou tečkovanou (Hypericum perforatum), kostřavou žlábkatou (Festuca rupicola), mateřídouškou časnou (Thymus praecox), hvozdíkem kartouzkem (Dianthus carthusianorum), jestřábníkem chlupáčkem (Hieracium pilosella), pryšcem chvojkou (Euphorbia cyparissias) a dalšími druhy z navazující stepní plošky.
Plocha č. 2 – centrální část PP s převažujícími mezofilními loukami
Centrální část území, na které převažují mezofilní louky svazu Arrhenatherion (Mezofilní ovsíkové a kostřavové louky) s dominujícím ovsíkem vyvýšeným (Arrhenatherum elatius), který je nebezpečný pro místní společenstva. Dále zde najdeme trojštět žlutavý (Trisetum flavescens), svízel bílý (Galium album), rdesno hadí kořen (Bistorta major), pampelišky (Taraxacum sect. Ruderalia), srhu říznačku (Dactylis glomerata), svízel syřišťový (Galium verum) a dalšími druhy.
Jen na některých místech se vyskytují plošky patřící vegetačně spíše k suchým trávníkům svazu Koelerio-Phleion phleoidis (nejsou vymapovány). Na této části převažuje kostřava žlábkatá (Festuca rupicola) a několik málo druhů suchých trávníků.
Roztroušeně se zde nacházejí keře, především růže (Rosa sp.), také jasan (Fraxinus excelsior), na kterých se pak zdržují někteří ptáci z okolí. Na cestě vedoucí skrz PP jsou vyvinuta společenstva sešlapávaných stanovišť s truskavcem ptačím (Polygonum aviculare agg.).
Plocha č. 3 – suché trávníky v jihovýchodní části PP
Část chráněného území, na které se nachází fragmenty suchých trávníků zařaditelných do společenstva Koelerio-Phleion phleoidis. Byly zde zaznamenány druhy jako - devaterník velkokvětý tmavý (Helianthemum grandiflorum subsp. obscurum), kostřava žlábkatá (Festuca rupicola), smldník olešníkovitý (Peucedanum oreoselinum), jetel rolní(Trifolium arvense), zvonek z okruhu zvonku okrouhlolistého (Campanula rotundifolia agg.), pryšec chvojka (Euphorbia cyparissias), řebříček (Achillea millefolium agg.), chrpa latnatá (Centaurea stoebe). Pouze na některých málo místech se objevují plošky s ovsíkem vyvýšeným (Arrhenatherum elatius) a některými druhy mezofilních luk - jetel plazivý (Trifolium repens), jitrocel kopinatý (Plantago lanceolata) a další. Na této ploše se vyskytuje větší množství dřevin – růže (Rosa sp.), břízy (Betula pendula), bez černý (Sambucus nigra) nebo větší plocha s janovcem metlatým (Sarothamnus scoparius).
Plocha č. 4 – ochranné pásmo při západní hranici PP tvořené mezofilními loukami
Plocha z větší zasahuje do ochranného pásma – dílem je tvořena křovinami podél občasné vodoteče s mokřadní vegetací svazu Caricion rostratae a dílem mezofilními loukami svazu Arrhenatherion. Hranici přírodní památky tvoří křovinný pás, nejčastěji jsou zastoupeny růže (Rosa sp.), dále jabloně (Malus domestica), ořešák (Juglans regia), akáty (Robinia pseudoacacia;už pouze z výmladků), mahalebky (Prunus mahaleb), duby letní (Quercus robur), javor klen (Acer pseudoplatanus), javor mléč (Acer platanoides), lípa srdčitá (Tilia cordata), ptačí zob (Ligustrum vulgare), pámelník bílý (Symphoricarpos albus), svídy (Cornus sanguinea), třešně (Prunus avium)
Jako zástupci mokřadní vegetace jsou zde - skřípina lesní (Scirpus sylvaticus), kosatec žlutý (Iris pseudacorus), vrba jíva (Salix caprea) nebo tužebníkem jilmovým (Filipendula ulmaria).

### Fauna
Můžeme se zde setkat s celou řadou zajímavých bezobratlých živočichů, kteří se váží na místní bylinný kryt. Především se jedná o hmyz, konkrétně o různé druhy čmeláků a jiných blanokřídlých. Z chráněných druhů byl zjištěn pouze otakárek fenyklový (Papilio machaon). Z dalších druhů zde můžeme vidět okáče bojínkového (Melanargia galathea), žluťáska řešetlákového (Gonepteryx rhamni), drobnokřídlíka bělotečného (Eriocrania unimaculella). Přírodní památka není pro skupinu motýlů příliš významná, jde spíše o jednotlivý výskyt a většinou se jedná o zálety z okolních lokalit. Z fytofágních brouků se zde můžeme setkat s nosatci či mandelinkami.

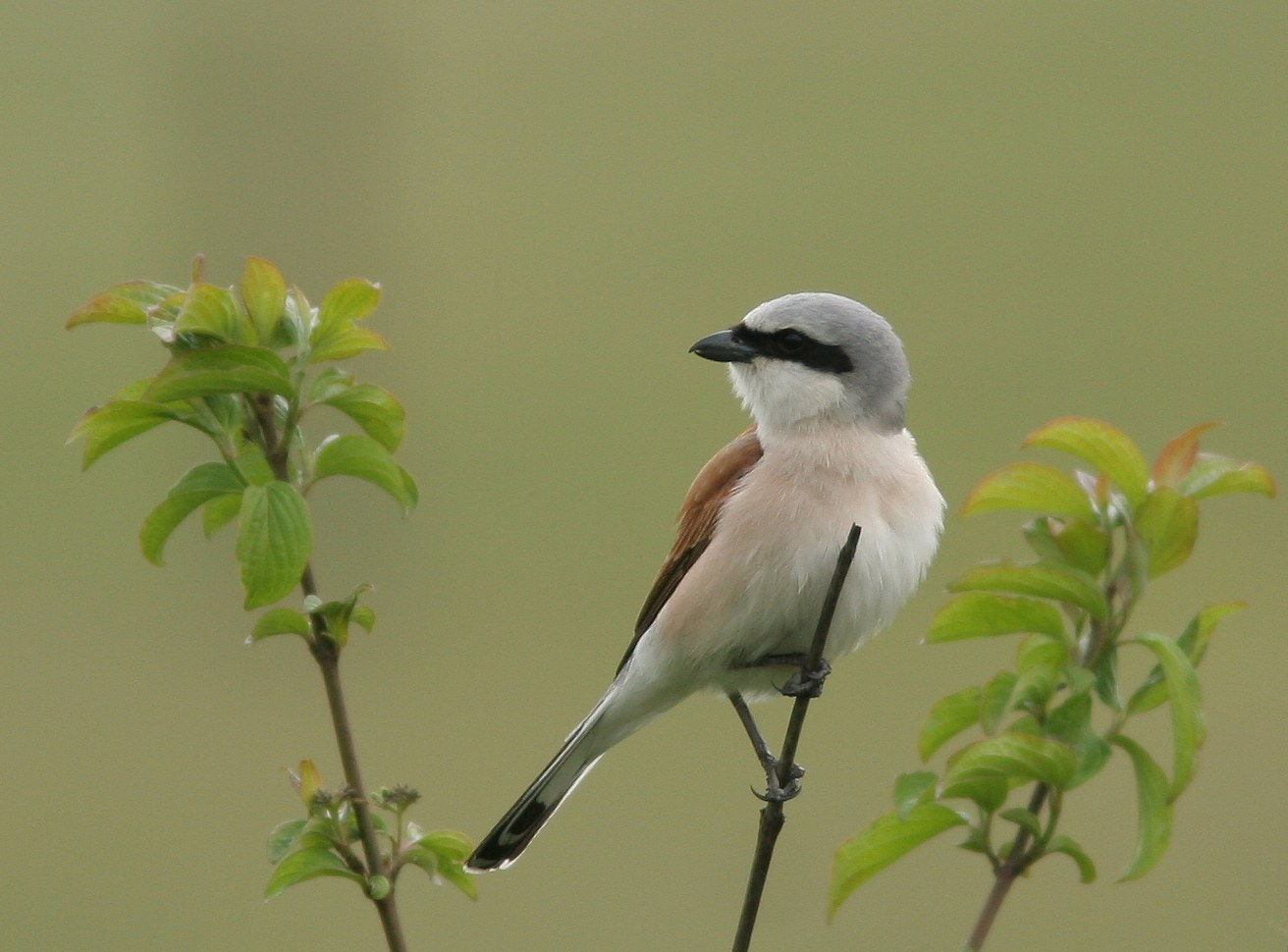
Ťuhýk obecný

Z obratlovců jsou zde zastoupeni nejvíce ptáci. Vhodné hnízdní podmínky skýtají v současnosti pouze keře. V minulých letech zde bylo prokázáno hnízdění páru kosa černého (Turdus merula), strnada obecného (Emberiza citrinella), ale i ťuhýka obecného (Lanius collurio). Kdysi zde byli běžní i ptáci hnízdící na zemi (např. skřivan polní – Alauda arvensis, bažant obecný – Phasianus colchicus).
Početnější skupinou ptáků jsou druhy, které létají do území pouze za potravou nebo ty, které přelétají. Patří mezi ně např. konipas bílý (Motacilla alba), rorýs obecný (Apus apus), rehek domácí (Phoenicurus ochruros), sýkora koňadra (Parus major) a sýkora modřinka (Parus caeruleus). Travní semena jsou potravou např. pro zvonka zeleného (Carduelis chloris), zvonohlíka zahradního (Serinus serinus), stehlíka obecného (Carduelis carduelis), vrabce polního (Passer montanus), vrabce domácího (Passer domesticus) a havrana polního (Corvus frugilegus).
Ze zástupců savců se zde můžeme setkat s hrabošem polním (Microtus arvalis) a krtkem obecným (Talpa europea).

## Ochrana a management

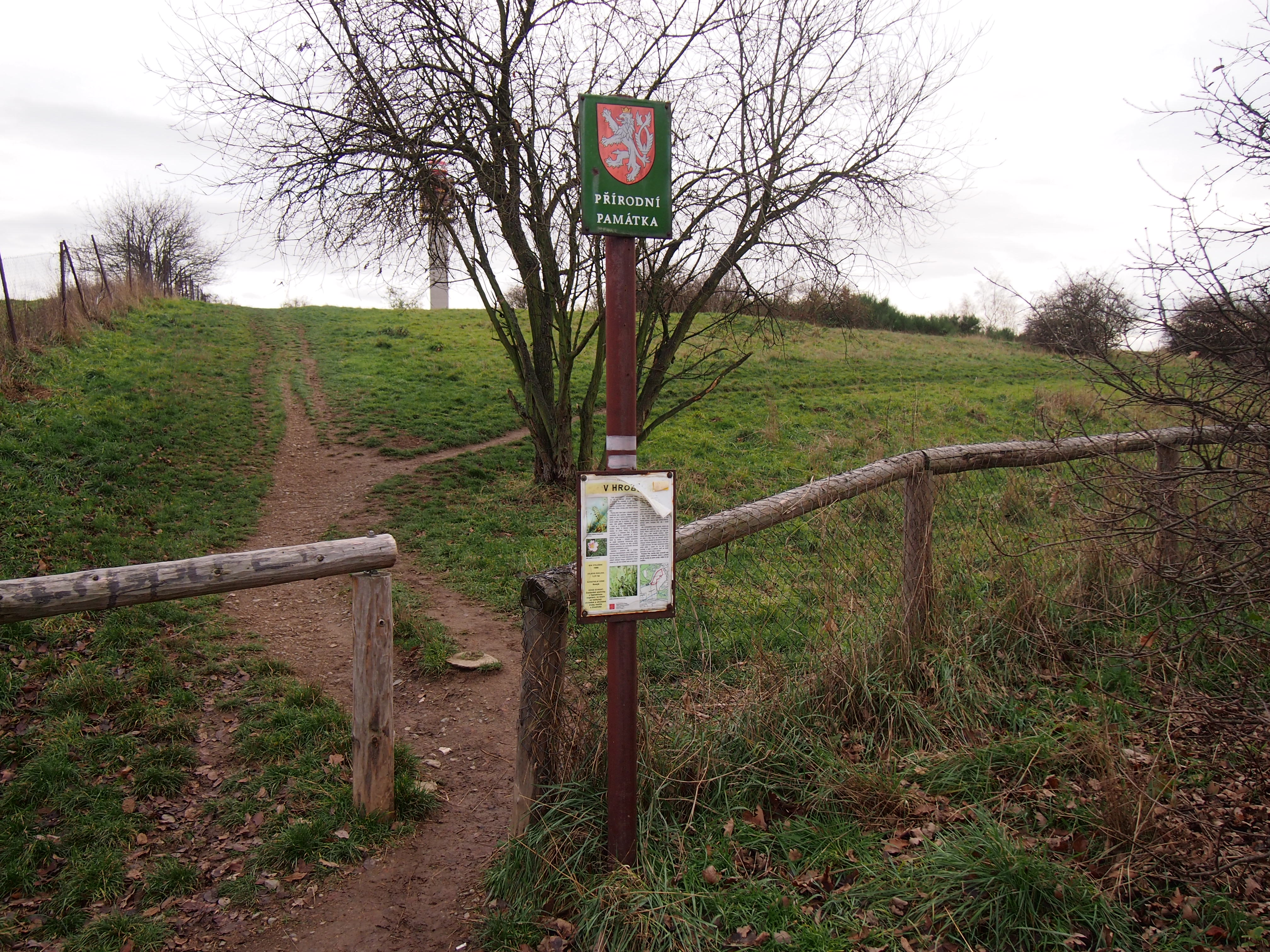
Přírodní památka V hrobech

Přírodní památka spadá do kategorie řízené rezervace. Ochranné pásmo není vyhlášené, je jím tedy dle § 37 zákona č. 114/1992 Sb. pás do vzdálenosti 50 m od hranice ZCHÚ.
Řízená rezervace znamená pravidelné zásahy lidského faktoru do ZCHÚ. V současnosti se jedná o pravidelné mozaikové kosení, které je doplněno pastvou.
V minulých letech byla lokalita opatřena drátěným oplocením se vstupní brankou kvůli intenzivnímu antropogennímu tlaku. V ochranném pásmu je nutná redukce trnovníku akátu, který by jinak mohl ohrožovat i PP.
Do budoucna se zvažuje pastvu a seč kombinovat se třetím tradičním nástrojem na údržbu travních porostů, a tím je vypalování. Vypalovaná plocha by v daném roce neměla přesáhnout zhruba 1/5 celkové rozlohy lokality a měla by být prováděna nepravidelně.
V případě, že by návštěvnost území byla již neúnosná, bylo by možné přistoupit k variantě úplného uzavření území pro veřejnost. I přesto, že je PP dobře vyznačena a na tabulích je zdůrazněn režim v území, málokdo se tím řídí. Hlavním problémem je venčení psů bez vodítka, psi tak často hrabou ve stepních trávnících a území se tak stává pro řadu obratlovců méně atraktivním. Dále se také podílejí kálením na vysoké eutrofizaci území. Přítomnost většího obsahu živin je důvodem většího šíření ovsíku vyvýšeného (Arrhenatherum elatius) a zapojování drnu, které představuje značné riziko pro konkurenčně slabé druhy vzácných rostlin i živočichů.
Kolem přírodní památky vede zelená turistická značená trasa 3129 z Malé Chuchle k Hálkovu pomníku v Dolních Břežanech.